# Léonard Morel-Ladeuil
Pour les articles homonymes, voir Morel.
Léonard Morel-Ladeuil, né le 19 juin 1820 à Clermont-Ferrand et mort le 15 mars 1888 à Boulogne-sur-Mer, est un orfèvre et sculpteur français.

## Œuvres dans les collections publiques
- Clermont-Ferrand, musée d'art Roger-Quilliot : fonds Morel-Ladeuil (dessins, sculpture).
- Paris, musée d'Orsay : 
  - Allégorie de la Guerre de Crimée, 1862, bronze, sculpté par Morel-Ladeuil d'après un dessin d'Alexandre Gueyton[1] ;
  - Plateau « Les Songes », 1862, galvanoplastie en métal argenté[2] ;
  - Bouclier d'ornement dit « de Bunyan », vers 1880, métal, galvanoplastie[3] ;
  - Bouclier d'ornement dit « de Milton », vers 1880, métal, galvanoplastie[4].